# Pianoconcert nr. 15 (Mozart)
Pianoconcert nr 15 in Bes majeur, KV 450, is een pianoconcert van Wolfgang Amadeus Mozart. Hij schreef het stuk in 1784.

## Orkestratie
Het pianoconcert is geschreven voor:
- Fluit
- Twee hobo's
- Twee fagotten
- Twee hoorns
- Pianoforte
- Strijkers

## Onderdelen
Het pianoconcert bestaat uit drie delen:
1. Allegro
2. Andante
3. Allegro